# Ỷ Thiên kiếm
Ỷ Thiên Kiếm là thanh kiếm do Hoàng Dung và Quách Tĩnh rèn thành từ hai thanh bảo kiếm sắc bén là Quân Tử kiếm của Dương Quá và Thục Nữ kiếm của Tiểu Long Nữ, vì thế Ỷ Thiên kiếm là thanh kiếm sắc bén nhất trong thiên hạ, chỉ có Đồ Long đao mới có thể sánh ngang.
Trong thời Tương Dương đang hỗn loạn, Hoàng Dung thấy tình thế cấp bách nên đã viết ra một số môn võ công trong Cửu âm chân kinh theo cách luyện tốc hành để luyện nhanh chóng và bỏ vào cùng thanh Ỷ Thiên kiếm. Tương Dương sau này bị thất thủ, cả gia đình Quách Tĩnh đều tự vẫn, ngoại trừ Quách Tương lúc đó ở xa nên thoát nạn. Sau khi biết được chuyện đó, Quách Tương vì quá đau buồn nên đã bỏ đi tu trên núi Nga Mi. Ngay tại nơi này cô đã sáng lập ra phái Nga Mi và cũng là chủ sở hữu đầu tiên của Ỷ Thiên kiếm.
Trong Ỷ thiên Đồ long ký, thanh Ỷ Thiên kiếm thuộc sở hữu của phái Nga My, do Diệt Tuyệt sư thái nắm giữ và cũng nhờ nó mà bà có thể đứng vững trong hàng cao thủ của truyện. Trong quá khứ, sư huynh của Diệt Tuyệt sư thái là Cô Hồng Tử vì nghe danh Quang Minh tả sứ Dương Tiêu võ công cao cường nên muốn tỉ thí phân cao thấp nhưng để chắc chắn nên ông đã cầm theo Ỷ thiên kiếm đi để phòng thân nhưng dù có thiên hạ đệ nhất kiếm trong tay ông vẫn không thắng được Dương Tiêu nên uất ức sinh bệnh mà chết. Thuộc hạ của triều đình vô tình có được thanh kiếm quý nên dâng lên hoàng đế đương triều, vì Nhữ Dương vương có nhiều công lao nên được hoàng đế ban cho. Không hiểu vì lý do gì sau này thanh kiếm lại trở về tay phái Nga My. Sau khi Lục đại môn phái tấn công đỉnh Quang Minh thất bại, trên đường trở về tất cả cao thủ võ lâm đều bị bắt nhốt tại Vạn An tự, một lần nữa Ỷ Thiên kiếm lại rơi vào tay Triệu Mẫn quận chúa, trớ trêu thay sau đó thì bị Chu Chỉ Nhược lấy cắp trên đảo Linh Xà. Chính Chu Chỉ Nhược nhờ di chiếu của Diệt Tuyệt sư thái để lại mà đã khám phá ra bí mật trong Ỷ Thiên kiếm lẫn Đồ Long đao, tìm ra bí kíp Cửu Âm chân kinh rồi tu luyện theo. Ỷ Thiên kiếm vì thế bị gãy làm đôi, sau này đệ tử Minh giáo vì căm hận thanh kiếm này nên đã bỏ đi không rèn lại, và Ỷ Thiên kiếm hoàn toàn biến mất trên giang hồ.